# Jaber al Mahjoub

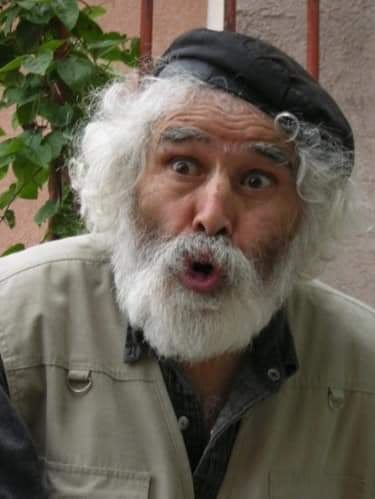
Jaber al Mahjoub

Jaber al Mahjoub (arabisch جابر محجوب, DMG Ǧābir Maḥǧūb; * 5. Januar 1938 in M’saken; †  Oktober 2021) war ein tunesisch-französischer Maler und Künstler.

## Leben
Jaber al Mahjoub wurde 1938 in M’saken, Tunesien, geboren. Er wurde von seiner Schwester aufgezogen, da seine Eltern früh verstorben waren. In Tunesien verdingte sich der Vollwaise zunächst als Hirte und Bäckerlehrling, bevor er mit 18 Jahren nach Frankreich übersiedelte. Dort arbeitete er zunächst in Marseille und Paris als Bäcker, um nach einem kurzen Intermezzo als Boxer schließlich Schauspieler, Sänger und Künstler zu werden. Seine erste Frau, eine reiche Amerikanerin, wurde bei einem Parisaufenthalt durch sein künstlerisches Schaffen auf ihn aufmerksam und nahm ihn mit nach Amerika, wo sie ihn heiratete. Die Ehe war jedoch nicht von Dauer und wurde zwei Jahre später geschieden.
1971 erhielt er auf dem Plainfield’s Annual Festival of Art den ersten Preis. Er traf mit seinen bunten und abstrakten Figuren den Zeitgeist der Flower Power-Bewegung und konnte dadurch in den 1970er-Jahren in einer renommierten Galerie in San Francisco ausstellen. 1976 verließ er die Vereinigten Staaten, um nach einer kurzen Weltreise durch Kanada, Marokko, Ägypten und Saudi-Arabien 1977 wieder nach Paris zurückzukehren. Dort lebte er seitdem in einfachen Verhältnissen und arbeitete weiter als Künstler.
Jaber al Mahjoub starb im Oktober 2021.

## Künstlerisches Schaffen
Al Mahjoubs Bilder zeichnen sich durch ihren Farbenreichtum aus und lassen sich anhand der schwarz umrandeten Figuren erkennen. Der Künstler reichert seine Bilder gerne mit Wörtern und Jahreszahlen an, die dem Bild weiteren Kontext geben. Seine Bildsprache ist dabei von seiner orientalischen Herkunft geprägt und zeichnet seine Außenseiterkunst aus. Ein wiederkehrendes Merkmal seiner Bilder sind anthropomorphe Tiere, insbesondere Fische, sowie Ereignisse und Kulissen aus seiner eigenen Vergangenheit. Seine Kunst wurde beeinflusst durch den abstrakten Expressionismus der 1950er-Jahre.
Neben seiner Malerei erschuf Jaber Skulpturen aus allerlei Materialien wie Ton und Pappmaché. Er nutzte dabei Fertigkeiten aus seiner Zeit als Bäcker, indem er beispielsweise seine Tonskulpturen erst rudimentär formte, dann buk und mit Farben ausgestaltete.

## Ausstellungen
- 1988: Siguliers, Brut, naifs?, Musée d’art moderne de la Ville de Paris[9]
- 1996: Musée de la Création Franche (Donation Zilani), Bègles[9]
- 1997: Halle Saint Pierre, Paris[9]
- 1999: Stadshof, Zwolle[9]
- 2021: Jenseits aller Regeln. Das Phänomen Außenseiterkunst, Kunstmuseum Thurgau[10]